# University of South Florida
Die University of South Florida (auch USF genannt) ist eine staatliche Universität in Tampa im US-Bundesstaat Florida. Sie hat weitere Standorte in Saint Petersburg und in Sarasota (Campus Sarasota-Manatee). Mit über 44.000 Studenten gehört sie zu den zehn größten Universitäten in den USA. Sie ist außerdem die drittgrößte Hochschule in Florida. Die USF wurde 1956 gegründet.

## Fakultäten
Die Universität bietet Lehre und Forschung in 14 Fakultäten an.
- College of Arts and Sciences: Gesellschafts-, Sozial-, Naturwissenschaften und Mathematik
- College of Behavioral and Community Sciences: Verhaltensforschung und -medizin
- College of Business: Wirtschaft
- College of Education: regionale, nationale und internationale Bildung
- College of Engineering: Ingenieurwissenschaften, Nachhaltigkeit, erneuerbare Energien und biomedizinische Technik
- Patel College of Global Sustainability: Nachhaltigkeit im Bereich Kultur, Geografie und Demografie
- College of Graduate Studies: interdisziplinäre Forschung
- Honors College
- College of Marine Science: Ozeanografie
- Morsani College of Medicine: Medizin
- College of Nursing: Gesundheitspflege
- College of Pharmacy: Pharmazie
- College of Public Health: Gesundheitswesen
- College of The Arts: Architektur, Design, Kunst und Kunstgeschichte, Theater, Tanz

## Zahlen zu den Studierenden, den Dozenten und zum Vermögen
Im Herbst 2020 waren 50.626 Studierende an der USF eingeschrieben. Davon strebten 38.582 (76,2 %) ihren ersten Studienabschluss an, sie waren also undergraduates. Von diesen waren 57 % weiblich und 43 % männlich; 7 % bezeichneten sich als asiatisch, 9 % als schwarz/afroamerikanisch, 22 % als Hispanic/Latino und 48 % als weiß. 12.044 (23,8 %) arbeiteten auf einen weiteren Abschluss hin, sie waren graduates. Es lehrten 2.886 Dozenten an der Universität, davon 2.046 in Vollzeit und 840 in Teilzeit. Im Herbst 2012 waren 47.646 Studierende eingeschrieben, und die USF hatte  6.133 Mitarbeiter.
Der Wert des Stiftungsvermögens der Universität lag 2021 bei 692,7 Mio. US-Dollar, er war 30,2 % höher als im Jahr 2020, in dem er 532,2 Mio. US-Dollar betragen hatte.

## Historisches
Die Universität wurde 1956 gegründet und 1957 University of South Florida genannt, auch weil sie damals die südlichste Universität Floridas war. Der Lehrbetrieb begann im September 1960, 1963 wurden die ersten Abschlüsse vergeben, der erste Doktorgrad 1971. 1973 wurde die Pflegeschule eröffnet.
Die bisherigen Präsidenten der USF waren von 1957 bis 1970 Gründungspräsident John Allen, von 1971 bis 1976 Cecil Mackey, 1978 bis 1987 John Lott Brown, 1988 bis 1993 Francis T. Borkowski, 1994 bis 1999 Betty Castor, 2000 bis 2019 Judy Genshaft, 2019 bis 2021 Steven C. Currall.

## Bekannte Absolventen
- Stephen Parkes (* 1965), römisch-katholischer Geistlicher und Bischof von Savannah
- Mike Jenkins (* 1985), American-Football-Spieler
- Terrell McClain (* 1988), American-Football-Spieler
- Ashley Rodrigues (* 1988), Fußballnationalspielerin für die Guyanische Fußballnationalmannschaft der Frauen
- Neven Subotić (* 1988), Fußballspieler
- Gianni Avila, belizische Diplomatin

## Sport
Die Sportteams der USF sind die South Florida Bulls. Die Hochschule ist seit 2013 Mitglied in der American Athletic Conference.

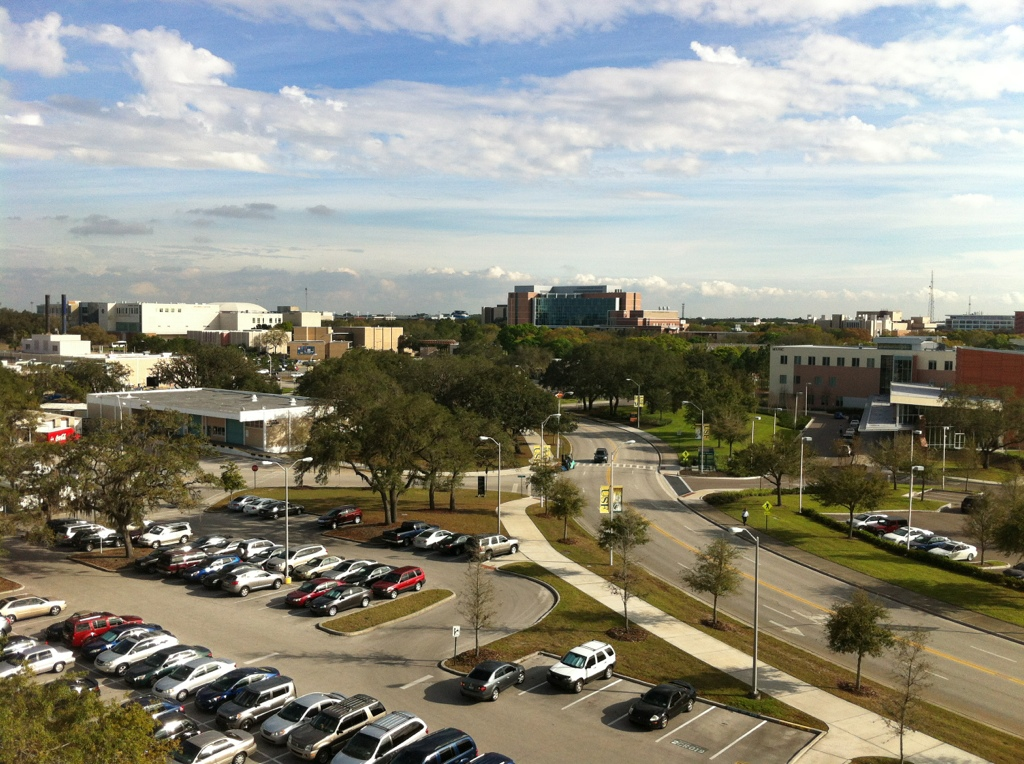
Überblick über den Campus
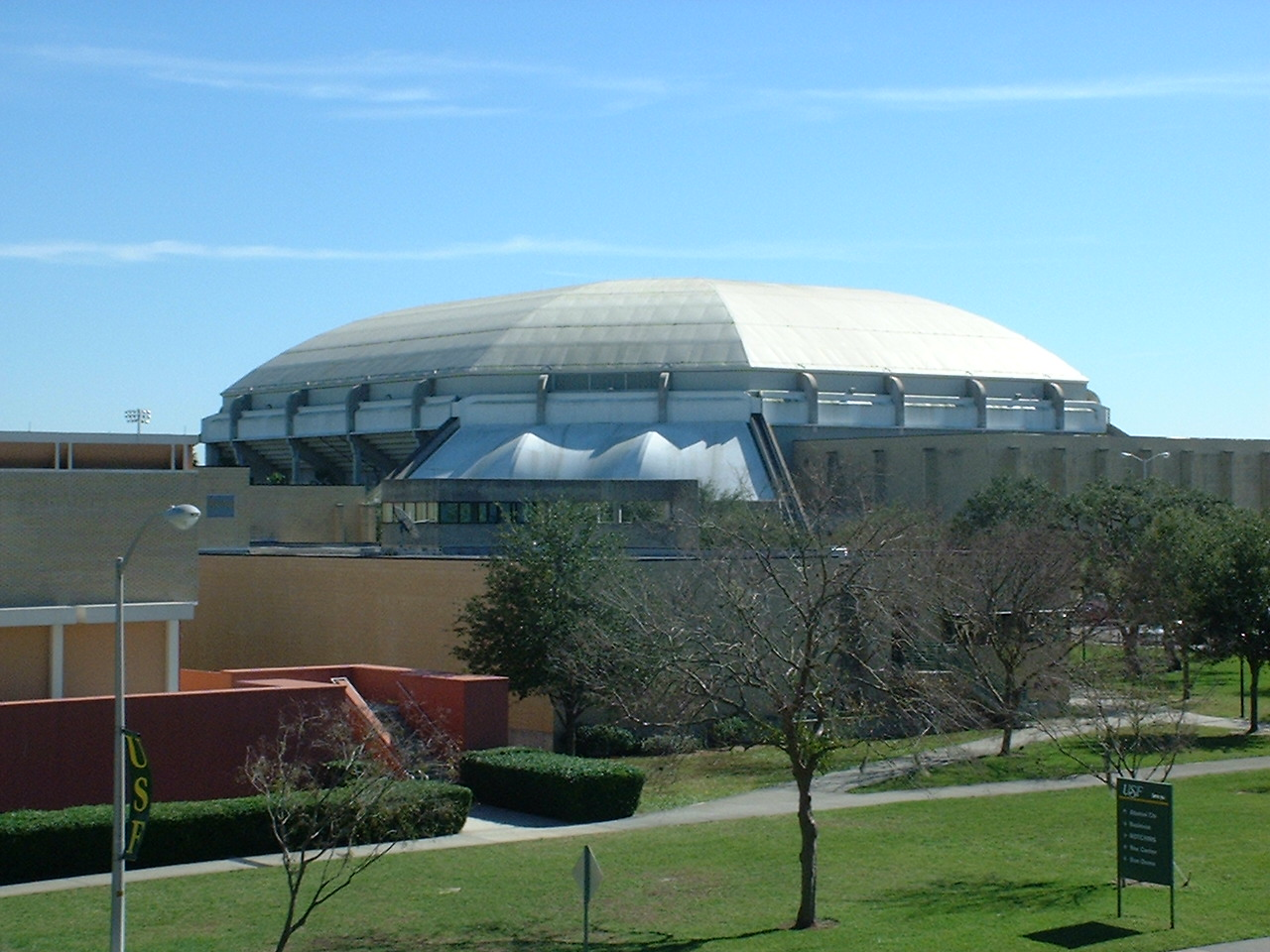
USF Sun Dome
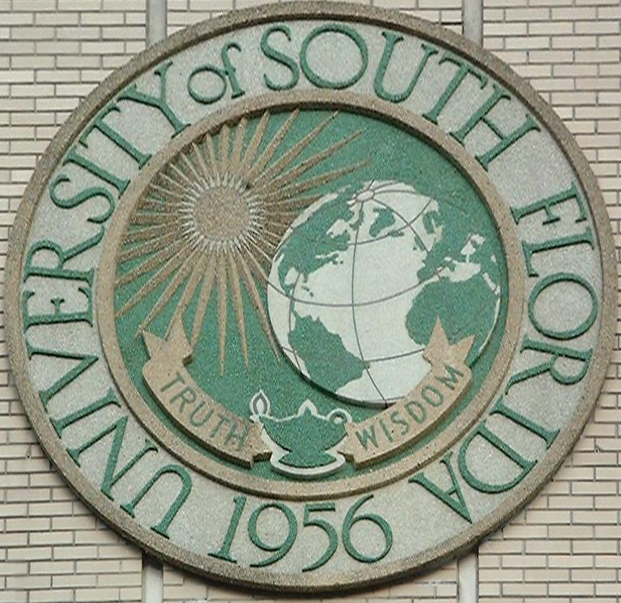
Logo der Universität